# Mamma Lucia (miniserie televisiva)
Mamma Lucia (The Fortunate Pilgrim) è una miniserie televisiva, co-produzione italo-statunitense, del 1988, diretta da Stuart Cooper e con protagonista Sophia Loren.

La miniserie è tratta dal romanzo omonimo dello scrittore italo-americano Mario Puzo (1920 - 1999) del 1965.
In Italia, fu trasmessa per la prima volta da Canale 5 dal 10 al 25 aprile 1988.

## Trama
Le vicende si svolgono a New York nei primi decenni del Novecento: la protagonista è Lucia, un'immigrata italiana che vive nel quartiere di Little Italy. Lucia è quella che viene definita una "madre coraggio": rimasta vedova per ben due volte, ha dovuto allevare da sola i cinque figli e tocca sempre a lei a doverli difendere contro gli ostacoli che si trovano ad affrontare.

## Produzione
Le riprese della miniserie furono girate a Pančevo, in Serbia

## Sigla
La sigla della miniserie è  Caruso  di Lucio Dalla, interpretata per l'occasione da Luciano Pavarotti.